# Homotoma radiata
Homotoma radiata är en insektsart som beskrevs av Shinji Kuwayama 1908. Homotoma radiata ingår i släktet Homotoma och familjen Homotomidae. Inga underarter finns listade i Catalogue of Life.